# Japan Post Bank
Japan Post Bank (株式会社ゆうちょ銀行, Kabushiki gaisha Yūcho Ginkō) est la filiale bancaire de Japan Post Holdings, dans laquelle le gouvernement japonais possède d'importantes parts.

## Histoire
Fin 2014, le gouvernement japonais annonce que la Japan Post Holdings et deux unités (Japan Post Bank Co. et Japan Post Insurance Co.) seront progressivement introduites à la Bourse de Tokyo à partir de septembre 2015. Cette entrée est effective le 3 novembre 2015, dont l'action était évaluée à 1 400 yens, elle se vend ce jour-ci autour des 1 680 yens.